# Déclaration d'Ambo
Pour les articles homonymes, voir Ambo.
La Déclaration d'Ambo (anglais: Ambo Declaration) est une déclaration issue de la Conférence sur le changement climatique de Tarawa le 10 novembre 2010. Signée à Ambo par douze États, elle enjoint à la communauté internationale de prendre des engagements plus concrets en matière de lutte contre le changement climatique.
La conférence se tint à Tarawa-Sud, capitale des Kiribati, à l'initiative du Président de la République, Anote Tong, qui avait déjà à plusieurs reprises attiré l'attention de la communauté internationale sur la menace posée par le changement climatique à l'encontre des petits États insulaires.
La Déclaration, en dix-huit points, fut signée par douze pays participant à la conférence : l'Australie, le Brésil, la République populaire de Chine, Cuba, les Fidji, les Kiribati (pays hôte), le Japon, les Maldives, les îles Marshall, la Nouvelle-Zélande, les îles Salomon et les Tonga. Trois autres États présents à la conférence (le Canada, les États-Unis et le Royaume-Uni) se déclarèrent observateurs, et ne signèrent pas la Déclaration,. 
Les États signataires de la Déclaration affirment en préambule qu'« il y a un besoin urgent d'agir davantage et immédiatement pour répondre aux causes du changement climatique, ainsi qu'à ses conséquences néfastes ». Ils expriment leur « profonde inquiétude » face à la lenteur des débats internationaux visant la mise en place d'accords pratiques, effectifs et contraignants, et appellent à une accélération des négociations, « pour assurer l'avenir des peuples, en particulier ceux des États les plus vulnérables ». Ils appellent tous les pays à préserver leur biodiversité « pour accroître leur résistance face aux changements climatiques, et préparer un développement rentable, favorable à l'environnement, et durable ». Ils demandent aux États développés de fournir aux États vulnérables les moyens financiers pour faire face aux effets nocifs du changement climatique. Ils appellent à l'élaboration de stratégies pour protéger les personnes déplacées de force par les effets du changement climatique, qu'elles aient migré à l'intérieur de leur pays ou traversé des frontières internationales. Enfin, elles demandent aux États développés de faciliter l'accès des États vulnérables à des technologies durables permettant de réduire et de s'adapter aux effets nocifs du changement climatique.
La Déclaration d'Ambo visait également à faciliter l'émergence d'un accord concret lors de la Conférence de Cancún sur le climat, qui débutait deux semaines et demie plus tard.